# Li Na (scrimeră)
Li Na (în chineză: 李娜; n. 9 martie 1981, Dandong, Republica Populară Chineză) este o scrimeră chinezoaică specializată pe spadă. 

## Carieră
A participat la Jocurile Olimpice din 2000 de la Sydney, unde s-a oprit în al doilea tur în fața lui Imke Duplitzer din Germania. La proba pe echipe, China a fost învinsă de Elveția în semifinală. S-a impus în fața Ungariei în finala mică și a obtinut medalia de bronz. La ediție din 2008 de la Beijing a pierdut în semifinală cu nemțoaica Britta Heidemann, apoi în finala mică cu maghiara Ildikó Mincza-Nébald, și s-a întors fără medalie. Și-a luat o pauză în cariera și a dat naștere unui fiu.
A revenit la competiția în sezon 2010–2011. A câștigat titlul la Campionatul Mondial de la Catania, după ce a trecut în semifinală de românca Anca Măroiu, apoi în finală de conaționala Sun Yujie. La proba pe echipe, China a fost învinsă de România în finală și a rămas cu argint.
La Londra 2012 a pierdut în optimile de finală cu Britta Heidemann. La proba pe echipe, China a ajuns în finală, unde a trecut de Coreea de Sud, păstrându-se titlul olimpic.